# Marek Stubley
Marek Stubley (* 22. února 1978) je český podnikatel a právník, bývalý partner pražské advokátní kanceláře MSB Legal v.o.s. (do března 2012 Šachta & Partners v.o.s.).

## Kariéra
Vystudoval Právnickou fakultu Univerzity Karlovy v Praze a od roku 2002 byl partnerem společnosti Šachta & Partners. 
Marek Stubley působí také jako předseda představenstva společností Modřanská Property a Třinec Property, ve kterých členy v dozorčích radách byli dříve zbylí dva podílníci advokátní kanceláře MSB Legal Karolína Babáková a David Michal. Obě společnosti spravují různé nemovitosti z portfolia firmy CPI miliardáře Radovana Vítka. 
Mimo jiné doprovázel jako součást jeho právního teamu v květnu 2013 obviněného bývalého manažera Mostecké uhelné Marka Čmejlu u švýcarského soudu v Bellinzoně v procesu, který řeší praní špinavých peněz, podvody, korupci a další trestné činy.

## Obvinění v kauze pražského dopravního podniku
V červnu 2015 bylo ve kauze pražského dopravního podniku zahájeno trestní stíhání pro podezření z trestného činu legalizace výnosů z trestné činnosti v souvislosti s tendry na SMS jízdenky, prodej papírových kuponů v metru a tisk papírových jízdenek (viz výše). Mezi 14 obviněnými jsou kromě Stubley i další partneři jeho právnické kanceláře (David Michal, Karolína Babáková), lobbista Ivo Rittig, bývalý ředitel dopravního podniku Martin Dvořák nebo jeho matka Marie Nováková.